# Aristotélis
Aristotélis (en grec moderne : Αριστοτέλης) est un dème situé dans la périphérie de Macédoine-Centrale en Grèce. Le dème actuel est issu de la fusion en 2011 entre les dèmes d'Arnéa, de Panagía et de Stágira-Ákanthos, devenus des districts municipaux.
Son nom fait référence au philosophe Aristote, qui y est né.

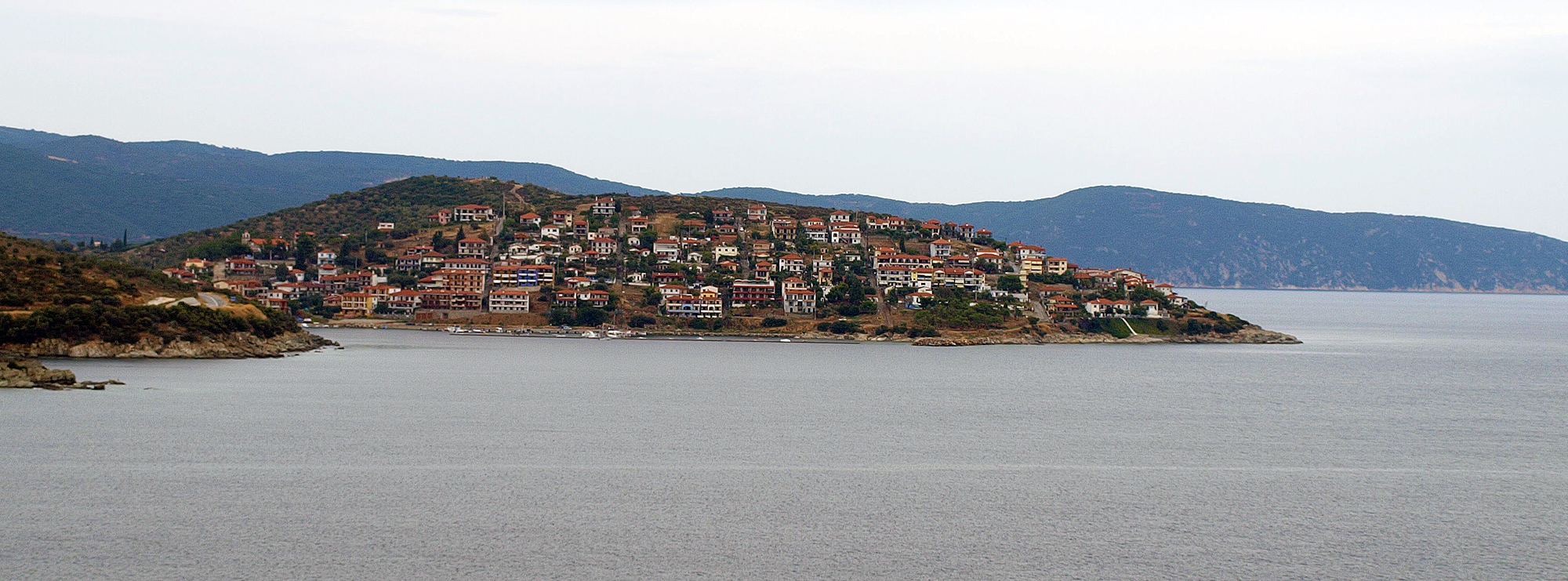
Aristotelis – Vue